# Sid Robin
Sydney "Sid" Robin, född 12 juli 1912 i New York, död 7 november 1985 i Sunland, var en amerikansk sångtextförfattare, bland annat till musikalen Five Guys Named Moe.

## Fotnoter
1. 1 2  Discogs, Discogs artist-ID: 675277, läst: 9 oktober 2017.[källa från Wikidata]